# Chiesa di San Lorenzo (Fidenza)
La chiesa di San Lorenzo è un luogo di culto cattolico dalle forme barocche e rococò, situato in località Fornio, frazione di Fidenza, in provincia di Parma e diocesi di Fidenza; è sede di una parrocchia compresa nel vicariato di Fidenza.

## Storia
Il luogo di culto originario fu edificato entro il XII secolo; la più antica testimonianza della sua esistenza risale al 4 maggio del 1196, quando fu citato in una bolla del papa Celestino III.
La cappella Furnulis fu successivamente nominata nel Capitulum seu Rotulus Decimarum della diocesi di Parma del 1230; la dedicazione a san Lorenzo martire fu menzionata per la prima volta nella Ratio Decimarum del 1299.
Nel 1698 il campanile adiacente fu demolito, mentre l'antica chiesa medievale fu abbattuta e ricostruita a partire dal 1708, invertendo l'orientamento originario; il luogo di culto barocco, consacrato dal vescovo di Fidenza Gherardo Zandemaria, fu completato nel 1742, mentre la nuova torre campanaria fu innalzata nel 1743.
Nel 1900 il campanile fu sopraelevato su progetto dell'ingegner Rastelli.
Nel 1910 gli interni furono affrescati dal pittore colornese Dino Mora, che decorò anche la facciata con l'immagine di San Lorenzo martire.
Nel 1951 fu costruita la scalinata di accesso alla chiesa, inaugurata l'8 settembre del 1954 dal vescovo Paolo Rota, che nella stessa occasione consacrò anche il nuovo altare maggiore e tre campane.

## Descrizione

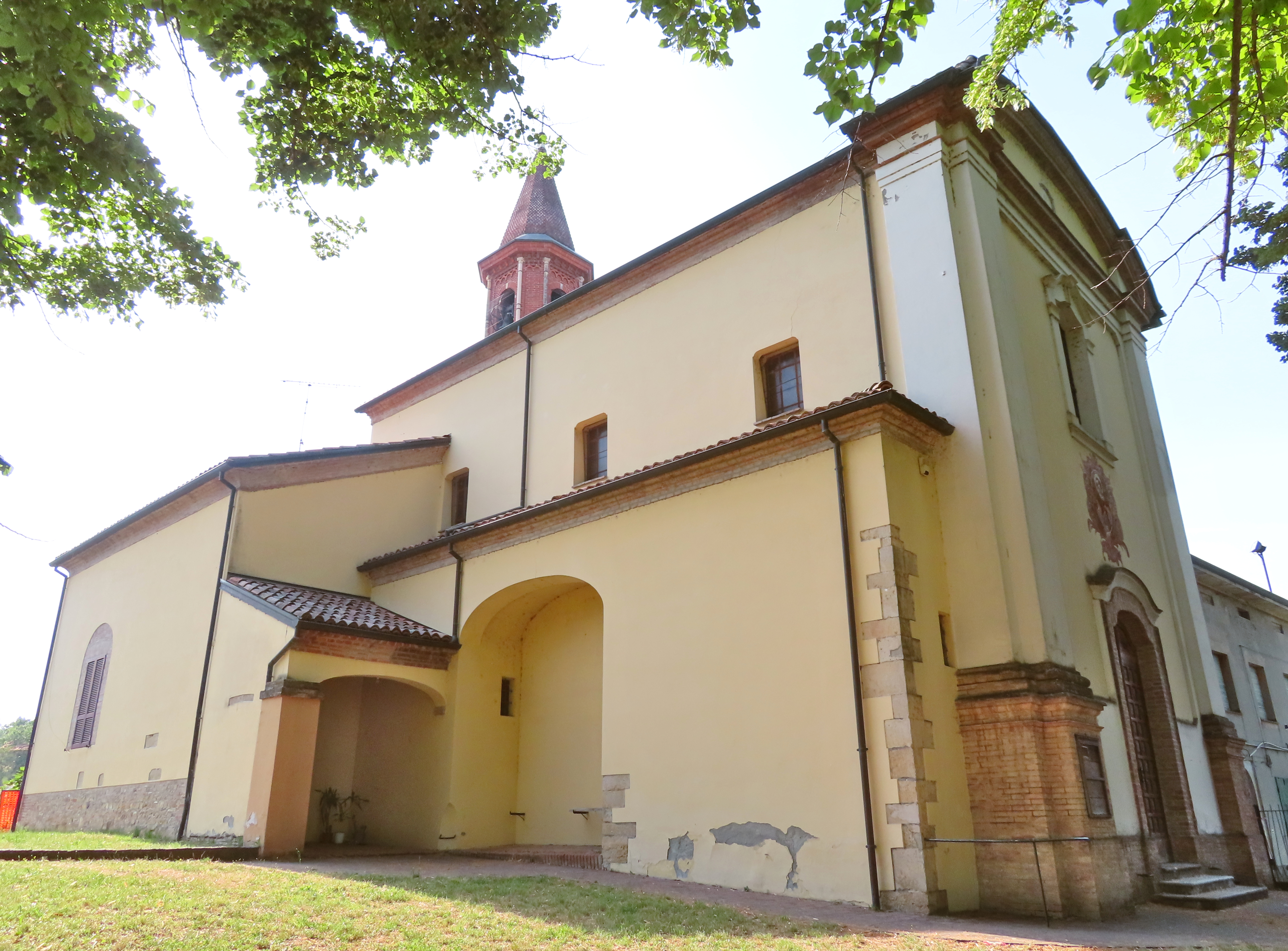
Facciata e lato sud

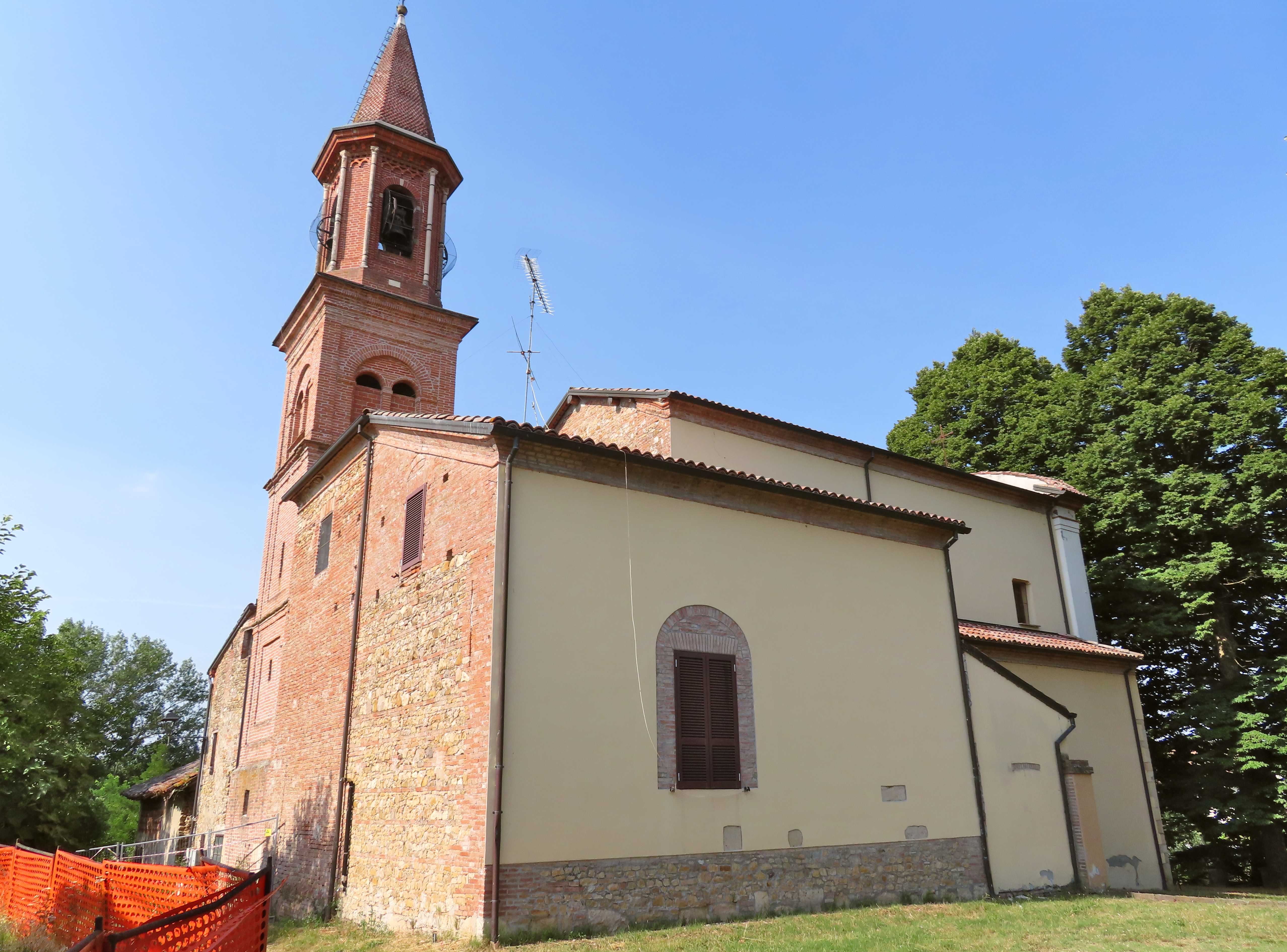
Retro e lato sud

La chiesa, collocata sulla cima di un piccolo colle, si sviluppa su un impianto a navata unica, affiancata da una serie di cappelle laterali.
La simmetrica facciata, interamente intonacata, è preceduta dal sagrato, raggiungibile attraverso una scalinata a tre rampe; al centro del prospetto è collocato il portale d'ingresso ad arco mistilineo, delimitato da una cornice in mattoni; l'accesso è sormontato da un grande ovale affrescato, contenente la raffigurazione di San Lorenzo martire dipinta da Dino Mora nel 1910; più in alto si apre un finestrone ad arco mistilineo, inquadrato da una larga cornice in rilievo; alle estremità si innalzano su alti basamenti in laterizio due lesene, coronate da capitelli dorici; in sommità si staglia il frontone circolare con cornice in cotto.

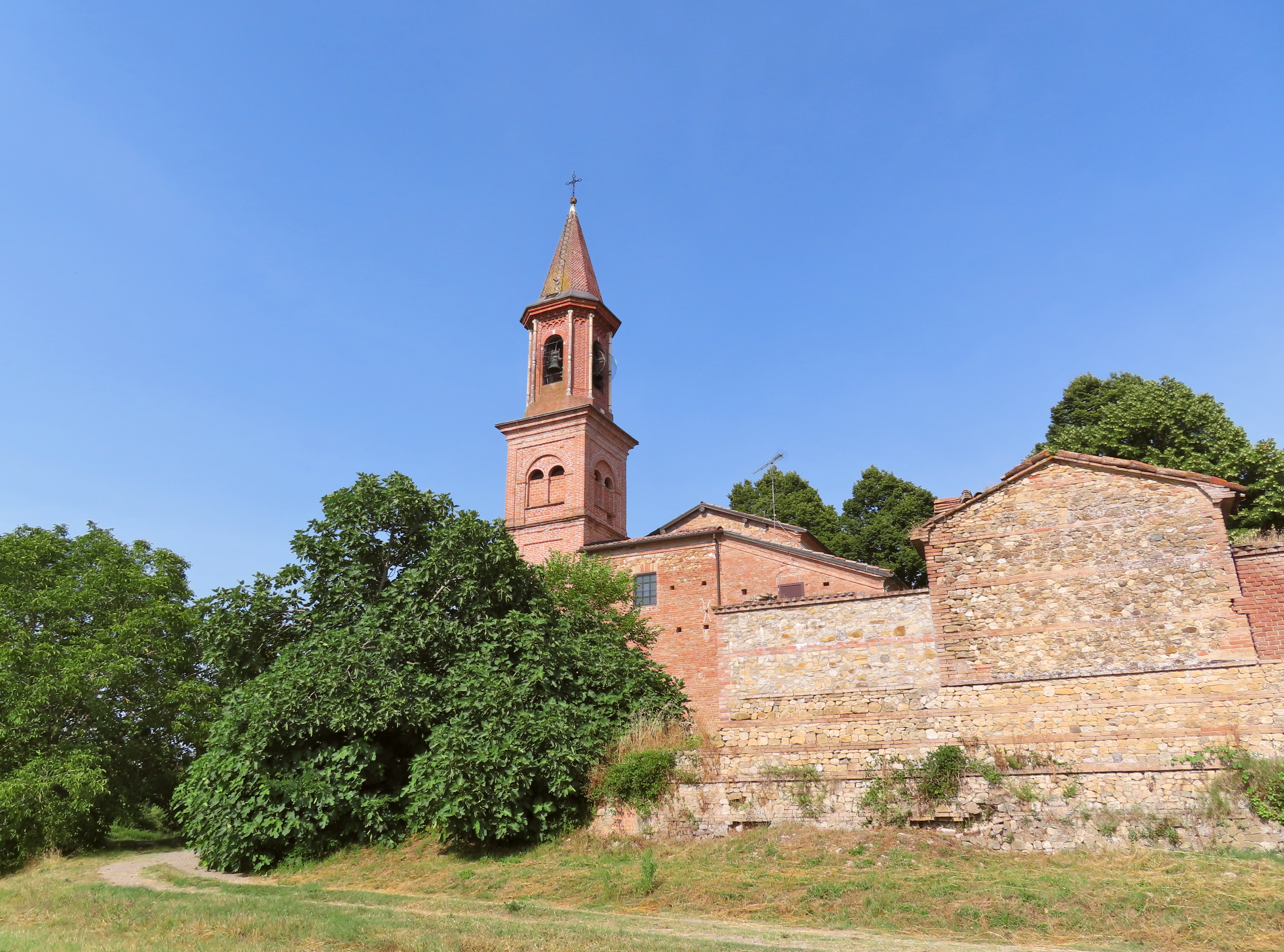
Retro e campanile

Sul retro, in adiacenza al presbiterio, si innalza su quattro ordini il campanile in laterizio; i tre livelli inferiori settecenteschi, a pianta quadrata, sono delimitati da lesene alle estremità e separati da cornici marcapiano in rilievo; in corrispondenza del terzo è collocata al centro di ogni lato una grande bifora cieca, su cui si apriva originariamente la cella campanaria. Più in alto, si eleva la lanterna novecentesca a base ottagonale, contenente l'odierna cella campanaria, affacciata sulle quattro fronti attraverso ampie monofore ad arco a tutto sesto; gli spigoli sono arricchiti da colonnine, mentre in sommità corre un motivo ad archetti intrecciati. A coronamento si staglia l'alta guglia a pianta ottagonale.
All'interno la navata è coperta da tre volte a crociera, separate da arcate a tutto sesto e decorate con medaglioni affrescati da Dino Mora, contenenti le raffigurazioni in chiaroscuro di cherubini; l'aula è affiancata da una serie di paraste con capitelli dorici, a sostegno del cornicione perimetrale in rilievo; la lunetta sulla sommità della controfacciata è simmetricamente ornata, ai lati della finestra, con due dipinti parietali dello stesso artista, rappresentanti Angeli scudati.
Il presbiterio, preceduto dall'arco trionfale a tutto sesto, è decorato con alcuni affreschi in chiaroscuro di Mora, che rappresentò San Pietro e San Paolo sulle due pareti laterali e alcuni medaglioni contenenti cherubini sul cornicione del coro. Al centro è collocato l'altare maggiore in marmi policromi, realizzato nel 1954 su progetto dell'architetto Tonino Onnis; sul retro si staglia la pala raffigurante la Vergine Assunta e san Lorenzo, risalente al XVIII secolo.
La cappelle laterali, coperte da volte a botte, sono decorate sui muri di fondo con stucchi rococò, risalenti alla metà del XVIII secolo.
La prima cappella a destra, solo accennata, è ornata con un affresco di Mora raffigurante Santa Lucia; esattamente di fronte, la cappella del battistero è arricchita dall'affresco del Battesimo di Gesù, realizzato dallo stesso autore.
La seconda cappella a sinistra, intitolata alla Beata Vergine della Concezione, accoglie un grande altare barocco del 1684, ornato con un paliotto in scagliola; l'ancona neoclassica lignea del 1852, costituita da due paraste coronate da capitelli ionici a sostegno della trabeazione classica e del frontone, accoglie la statua in legno dell'Immacolata, realizzata nello stesso anno dallo scultore Domenico Borella.
La chiesa conserva altre opere di pregio, tra cui un grande crocifisso ligneo del 1419, una statua in legno della Madonna della Concezione del XVIII secolo e un dipinto settecentesco raffigurante San Giuseppe e Gesù Bambino.